# Dynatocephala
Dynatocephala là một chi bướm đêm thuộc phân họ Tortricinae của họ Tortricidae.

## Các loài
- Dynatocephala omophaea (Meyrick, 1926)